# Битва при лунном свете
Битва у мыса Сан-Висенте (англ. Battle of Cape St. Vincent) или Битва у мыса Санта-Мария — морское сражение 16 января 1780 года во время Войны за независимость США, в ходе которого флот Великобритании под командованием адмирала сэра Джорджа Родни одержал победу над испанской эскадрой под командованием дона Хуана де Лангара. Также известна под названием «Битва при лунном свете», поскольку состоялась ночью, что нехарактерно для эпохи парусного флота.
16 января, около 13:00, британцы заметили испанцев на юго-востоке. Родни построил свои корабли и поплыл к испанцам. Де Лангара, по-видимому, застигнутый врасплох появлением противника, сначала приказал построить кильватерную колонну, но, осознав британское превосходство, отдал приказ поднять все паруса и бежать на юг, в Кадис. Около 14:00 Родни отдал приказ начать преследование, и англичане постепенно стали догонять испанцев.
Вскоре после 16:00 Дефанс, Бедфорд, Резолюшн и Эдгар открыли огонь по испанцам. Через 40 минут Санто-Доминго (70 орудий) взорвался как раз в тот момент, когда к нему приближался Бьенфайзан. Выживших не было. Погоня и последовавшие за ней стычки один на один продолжались всю ночь, примерно до 2 часов ночи следующего дня, при этом Родни позволил продолжить погоню, несмотря на опасения по поводу погоды и опасной береговой линии. К тому времени британцам удалось захватить шесть испанских линейных кораблей, в том числе флагман Де Лангары Феникс (80 орудий). Только Сан-Августину, Сан-Лоренцо и двум фрегатам удалось уйти, когда Родни, наконец, отменил «охоту» из-за непогоды. Два приза, Сан-Хулиан и Сан-Эухенио, снова были потеряны, поскольку экипажам удалось сокрушить британскую призовую команду и восстановить контроль над кораблями.
Британские потери составили всего 32 убитых и 102 раненых, испанские потери неизвестны, но включают - исключительно от потопления Санто-Доминго – несколько сотен убитых и множество пленных. Теперь Родни мог беспрепятственно войти в Гибралтар, где его встретили с триумфом. Успех сражения у мыса Сент-Винсент был важен не только тем, что был разгромлен испанский флот и позволено пройти подкреплениям к Гибралтару, но и оказал значительное психологическое воздействие — не только на гарнизон осажденной крепости, но и на британскую общественность, которая давно не видела явных успехов такого рода в ходе американской войны за независимость.

## Состав сил
| Британская эскадра (Родни) | Британская эскадра (Родни) | Британская эскадра (Родни) | Испанская эскадра (де Лангара) | Испанская эскадра (де Лангара) | Испанская эскадра (де Лангара) |
| Название                   | Пушек                      | Примечание                 | Название                       | Пушек                          | Примечание                     |
| -------------------------- | -------------------------- | -------------------------- | ------------------------------ | ------------------------------ | ------------------------------ |
| Sandwich                   | 90                         | Флагман адмирала Родни     | Fenix                          | 80                             | Флагман де Лангара; захвачен   |
| Royal George               | 100                        |                            | Diligente                      | 70                             | Захвачен                       |
| Prince George              | 90                         |                            | Monarca                        | 70                             | Захвачен                       |
| Ajax                       | 74                         |                            | San Agustin                    | 70                             |                                |
| Alcide                     | 74                         |                            | Santo Domingo                  | 70                             | Взорвался в 4:40 пополудни     |
| Dublin                     | 74                         |                            | San Eugenio                    | 70                             | Захвачен, но отбит             |
| Bedford                    | 74                         |                            | San Lorenzo                    | 70                             |                                |
| Culloden                   | 74                         |                            | San Julian                     | 64                             | Захвачен, но отбит             |
| Cumberland                 | 74                         |                            | Princesa                       | 70                             | Захвачен                       |
| Defence                    | 74                         |                            | Santa Gertrudis                | 26                             |                                |
| Edgar                      | 74                         |                            | Santa Rosalia                  | 28                             |                                |
| Invincible                 | 74                         |                            |                                |                                |                                |
| Marlborough                | 74                         |                            |                                |                                |                                |
| Monarch                    | 74                         |                            |                                |                                |                                |
| Montague                   | 74                         |                            |                                |                                |                                |
| Resolution                 | 74                         |                            |                                |                                |                                |
| Terrible                   | 74                         |                            |                                |                                |                                |
| Shrewsbury                 | 74                         |                            |                                |                                |                                |
| America                    | 64                         |                            |                                |                                |                                |
| Bienfaisant                | 64                         |                            |                                |                                |                                |
| Convert                    | 32                         |                            |                                |                                |                                |
| Pearl                      | 32                         |                            |                                |                                |                                |
| Triton                     | 28                         |                            |                                |                                |                                |
| Pegasus                    | 24                         |                            |                                |                                |                                |
| Porcupine                  | 24                         |                            |                                |                                |                                |
| Hyaena                     |                            |                            |                                |                                |                                |